# 馬伯格城堡
馬伯格城堡（德語：Marburger Schloss），或稱領地城堡（Landgrafenschloss），是位於德國城市馬爾堡的一座城堡。馬伯格城堡修建於11世紀，現在是一座博物館。